# Rullano i tam-tam
Rullano i tam-tam (Tea for Two Hundred) è un film del 1948 diretto da Jack Hannah. È un cortometraggio animato realizzato, in Technicolor, dalla Walt Disney Productions, uscito negli Stati Uniti il 24 dicembre 1948 e distribuito dalla RKO Radio Pictures. È stato distribuito anche coi titoli Paperino e le formiche d'assalto e, a partire dagli anni novanta, Picnic con le formiche.
Rullano i tam-tam venne candidato per l'Oscar al miglior cortometraggio d'animazione ai Premi Oscar 1949, ma perse in favore di Piccolo orfano.

## Trama
Paperino è in montagna e sta per fare un picnic. In questo frangente, passa vicino a lui una fila di formiche nere. Paperino si diverte a infastidire una di loro, la quale però, dopo essere caduta in una torta, va a riferire alle sue compagne che Paperino ha tanti cibi deliziosi. In un momento in cui Paperino dorme, le formiche lo buttano giù da un dirupo, con l'intento di prendere il cibo. Una volta risalito, Paperino scopre che le formiche si sono appropriate dei suoi alimenti, ma, nel tentativo di riprenderseli, esse gli rubano la maglietta. Arrabbiato, prende la dinamite, la infila nel formicaio e si allontana verso il dirupo. L'esplosione, però, rompe il pezzo di montagna su cui Paperino si è rifugiato, facendolo precipitare di nuovo. Le formiche festeggiano la loro vittoria mangiando un pasticcino.

## Distribuzione

### Edizioni home video

#### VHS
- Troppo vento per Winny-Puh (giugno 1983)
- Serie oro – Paperino e le api (ottobre 1986)
- Troppo vento per Winny-Puh (marzo 1988)
- VideoParade vol. 4 (febbraio 1993)
- Paperino e l'arte del divertimento (ottobre 2004)

#### DVD
- Paperino e l'arte del divertimento
- Walt Disney Treasures: Semplicemente Paperino - Vol. 3